# Pachnobia alaskae
Pachnobia alaskae là một loài bướm đêm trong họ Noctuidae.